# Monarca (1794)
El Monarca fue un navío español de tercera clase con 74 cañones, distribuidos en dos cubiertas, y construido en el astillero de Ferrol, ordenado por la Real Orden de 28 de septiembre de 1791 y botado el 17 de marzo de 1794. Pertenece al proyecto de José Romero y Fernández de Landa, serie de los San Ildefonsinos. La distribución de la artillería a su entrega es de 28 cañones de 24 libras en la primera batería, 30 cañones de 18 libras en la segunda batería, doce cañones de 8 libras en el alcázar y cuatro cañones de 8 libras en el castillo de proa. Como era costumbre en la época y al tener un nombre no religioso, se puso bajo la advocación de un santo, en este caso San Cayetano.

## Historial

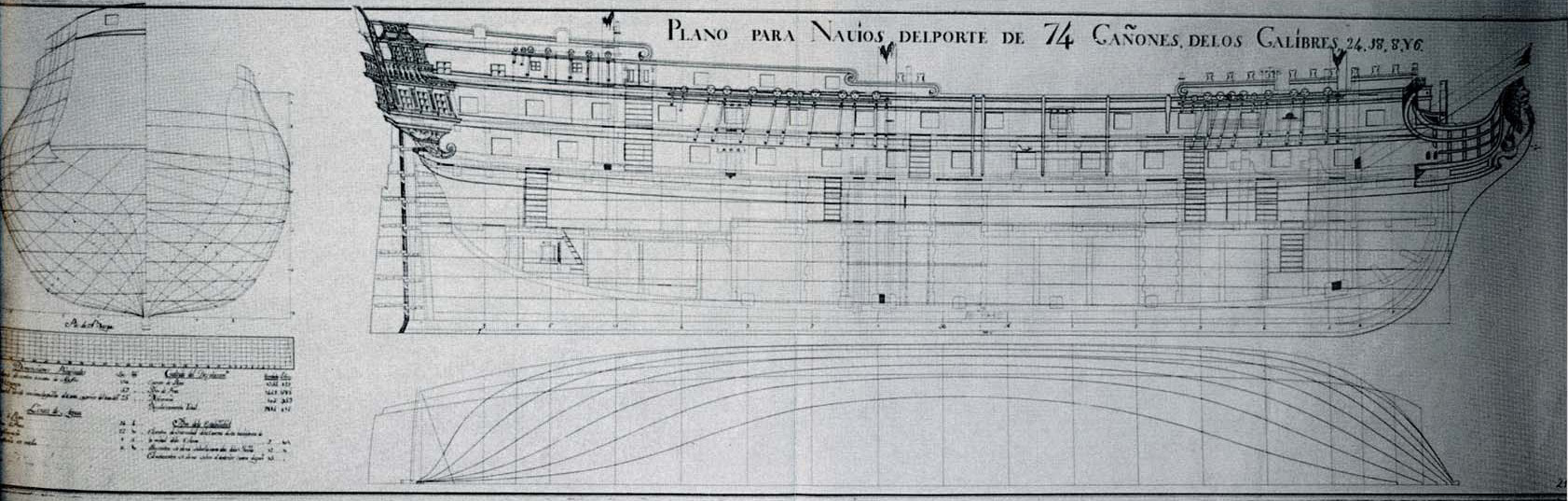
Plano para un navío de 74 cañones de la serie San Ildefonso

Realizó pruebas comparativas con el Montañés, con la finalidad de determinar el sistema de construcción más ventajoso, al mando de José Justo Salceno. Las pruebas tuvieron lugar entre los meses de septiembre y noviembre. Los resultados obtenidos fueron claramente favorables al Montañés. El navío fue agregado a la escuadra de Juan de Lángara, cooperando en la defensa de Rosas.

### Trafalgar
Participó en la batalla de Trafalgar el 21 de octubre de 1805 bajo el mando del capitán Teodoro Argumosa, que resultó herido en el transcurso de la contienda. Se bate sucesivamente con el Mars y el Tonnant a muy corta distancia, causando muchas bajas y destrozos en el navío. Se rinde finalmente ante el Bellerophon, siendo capturado. El número total de muertos contabilizados es de 100 hombres y el de heridos de 150. Una dotación de 55 marinos británicos apresa el navío. Sin embargo, por la noche, los marineros españoles supervivientes cortan los palos de las velas y los echan por la borda, quedando a la deriva y a la merced del temporal que sobrevino después del combate.
El 24 de octubre deciden reparar el gobierno del timón para intentar regresar a Cádiz aprovechando una mejoría del tiempo, pero el navío inglés Leviathan les da alcance una hora después y procede al rescate de la tripulación que dejó como presa del navío y algunos marineros españoles para más tarde dejarlo en manos del temporal.
El 28 de octubre naufraga en la costa de Arenas Gordas, entre las Torres Vigías de la Higuera y El Asperillo, quedando varado sobre un costado.
El 31 de octubre la fragata HMS Naiad incendia los restos del Monarca mediante fuego artillero para que no pudiera volver a ser reutilizado, sin que se hubiera llegado a enarbolar la insignia británica en el buque.
En 1828 se extrajeron restos del pecio mediante una campana de buzo, bajo la dirección de Gregorio Domínguez a bordo del buque Dos Amigos..